# Pseudauchenipterus jequitinhonhae
Pseudauchenipterus jequitinhonhae es una especie de pez de la familia Auchenipteridae en el orden de los Siluriformes.

## Morfología
• Los machos pueden llegar alcanzar los 11 cm de longitud total.

## Hábitat
Es un pez de agua dulce y de clima tropical.

## Distribución geográfica
Se encuentran en Sudamérica: río Jequitinhonha (Brasil ).